# 爱的祈求
《爱的祈求》（羅馬化：Waowon Rak）是Family Plus Company Limited制作，改编自《皇家项链》的作者Umariga同名小说，由登坤·恩加内特（Uan）、塔克利·达万鹏（Phet）、阿曼达·查理莎·奥布丹（Da）主演的泰国年代爱情剧。此剧于2024年2月23日起晚间7时至8时在泰国第3电视台播出。

## 剧情简介
命運讓Chernkwan（阿曼達·查理莎·奧布丹 飾）遇見了兩個男人：一個是年輕又英俊的青年Chalebut（塔克利·達萬鵬 飾）；另一個則是表面邪惡，實則善解人意的Khetkham（鄧坤·南內特 飾）。兩人皆在不同時期幫助Chernkwan對抗危險，最終，誰能贏得她的芳心呢？
Chernkwan與灰姑娘有著同樣的命運，她有一個邪惡的繼母和嫉妒的姐姐，等待奪走屬於她的一切。為了避免被騙婚並被誣陷謀殺新郎，她不得不逃到泰國北部的Phaya Lor山，打算向朋友的哥哥Chalebut尋求幫助。Chalebut是一位富有的地主，他在認識Chernkwan之前便愛上了她。
之後Chernkwan為了避免警方找上Chalebut，答應與Khetkham（鄧坤·南內特 飾）假結婚，原本互看不順眼的兩人，在日漸相處下對彼此產生好感。Chernkwan公主般的美麗重新點燃了兩個永恆的敵人Khetkham和Chalebut之間的愛與怨恨之火。

## 演员阵容

### 主要演员
- 登坤·恩加内特（Uan）饰演 Khetkham Sawetawan（Khet）
- 塔克利·达万鹏（Phet）饰演 Chalebut Maruekarat（Chale）
- 阿曼达·查理莎·奥布丹（Da）饰演 Chernkwan Rachamontri（Kwan）

### 其他演员
- 妮莎琼·唐苏努恩（Mae）饰演 Wanjai（Wan）
- 波蓬·帕金（Takkatan）饰演 Dokkaew
- 查妮达·彭西皮帕特（英语：Chanidapa Pongsilpipat）（Best）饰演 Wimwipha（Wim）
- 帕塔玛万·尼咏（Yui）饰演 Suchada
- 杰卡蒙·拉塔（英语：Kiatkamol Lata）（Tui）饰演 Kraiwut警官
- 彭佩奇·本亚库（Jab）饰演 Chao No Mueang
- Joopjeep Chernyim 饰演 Ming
- Chakapan Chan-O（Jack）饰演 Khem
- Chawanwat Thongyu（Phoom）饰演 Daensuang
- 冲彩·茶薇莱（Add）饰演 Mae Mobchoei
- 德辛英·平察特里（Chain）饰演 Sakhon
- Sittawasilp Kabilchonlathit（Ofah）饰演 Joy

### 客串演员
- 荣·考穆尔卡迪 饰演 Ta Chob
- 尼蒂·萨穆卡琼（Job）饰演 Rueang Rachamontri
- 萨鲁特·维吉特拉南达（Big）饰演 Karnwek
- 松希·努诺卡空希（英语：Songsit Roongnophakunsri）（Kob）饰演 Phra Ong Chao Pathaphirangsan / 王子
- 卡丽雅·尼胡斯（Lita）饰演 Praw Saengkhae
- 艾卡彭·宗克查功（英语：Ekkaphong Jongkesakorn）（First）饰演 M.R.W. Parametthiwat / Khun Chai Por
- 帕薇娜·卡维莎坤（Jeab）饰演 Orn
- 塔亚彭·松提坎（Joy）饰演 Malai
- 阿努莎拉·万通塔克（Preaw）饰演 Srimala
- 瓦查拉吉特·邦帕迪（Yai）饰演 M.J. Paphon
- 帕塔玛·潘通（Dee） 饰演 M.J. Ying Wilai
- 帕辛·利昂武（A）饰演 Khampong博士

## 制作
剧组于2023年进行试装。

## 獲獎與提名列表
| 年度   | 頒獎典禮                            | 獎項       | 入圍者        | 結果   |
| ------ | ----------------------------------- | ---------- | ------------- | ------ |
| 2025年 | 第16屆泰國皇家戲劇獎 （晚間戲劇類） | 最佳男配角 | 塔克利·达万鹏 | 待公布 |

## 劇集迴響

### 泰國電視收視
- 收視最低的集數以藍色表示，收視最高的集數以紅色表示，而空格則表示該集的收視沒有相關數據。

| 集數 No.   | 播放日期      | 播放時段 (UTC+07:00) | 4+平均收視率 | 來源   |
| ---------- | ------------- | -------------------- | ------------ | ------ |
| 1          | 2024年2月23日 | 星期五 19:00         | 2.89         | [ 6 ]  |
| 2          | 2024年2月26日 | 星期一 19:00         | 3.27         | [ 6 ]  |
| 3          | 2024年2月27日 | 星期二 19:00         | 3.21         | [ 7 ]  |
| 4          | 2024年2月28日 | 星期三 19:00         | 3.54         | [ 8 ]  |
| 5          | 2024年2月29日 | 星期四 19:00         | 3.47         | [ 9 ]  |
| 6          | 2024年3月1日  | 星期五 19:00         | 2.8          | [ 10 ] |
| 7          | 2024年3月4日  | 星期一 19:00         | 3.81         | [ 11 ] |
| 8          | 2024年3月5日  | 星期二 19:00         | 3.54         | [ 12 ] |
| 9          | 2024年3月6日  | 星期三 19:00         | 3.77         | [ 13 ] |
| 10         | 2024年3月7日  | 星期四 19:00         | 4.06         | [ 14 ] |
| 11         | 2024年3月8日  | 星期五 19:00         | 3.2          | [ 15 ] |
| 12         | 2024年3月11日 | 星期一 19:00         | 3.82         | [ 16 ] |
| 13         | 2024年3月12日 | 星期二 19:00         | 3.98         | [ 17 ] |
| 14         | 2024年3月13日 | 星期三 19:00         | 3.86         | [ 18 ] |
| 15         | 2024年3月14日 | 星期四 19:00         | 3.89         | [ 19 ] |
| 16         | 2024年3月15日 | 星期五 19:00         |              |        |
| 17         | 2024年3月18日 | 星期一 19:00         | 3.94         | [ 20 ] |
| 18         | 2024年3月19日 | 星期二 19:00         | 4.15         | [ 21 ] |
| 19         | 2024年3月20日 | 星期三 19:00         | 4.22         | [ 22 ] |
| 20         | 2024年3月21日 | 星期四 19:00         |              | [ 23 ] |
| 21         | 2024年3月22日 | 星期五 19:00         | 4.12         | [ 24 ] |
| 22         | 2024年3月25日 | 星期一 19:00         | 3.929        | [ 25 ] |
| 23         | 2024年3月26日 | 星期二 19:00         | 3.594        | [ 26 ] |
| 24         | 2024年3月27日 | 星期三 19:00         | 3.953        | [ 27 ] |
| 25         | 2024年3月28日 | 星期四 19:00         |              |        |
| 26         | 2024年3月29日 | 星期五 19:00         |              |        |
| 27         | 2024年4月1日  | 星期一 19:00         |              |        |
| 28         | 2024年4月2日  | 星期二 19:00         |              |        |
| 29         | 2024年4月3日  | 星期三 19:00         | 3.94         | [ 28 ] |
| 30         | 2024年4月4日  | 星期四 19:00         |              |        |
| 平均收視率 | 平均收視率    | 平均收視率           |              | 1      |

^1  基於每集的平均觀眾份額。